# Onehunga High School
L'Onehunga High School est un établissement d'enseignement secondaire public situé à Onehunga, dans la banlieue d'Auckland (Nouvelle-Zélande). Son origine remonte à la fin de la Seconde guerre mondiale, lorsque le village d'Onehunga était en plein développement.
La rénovation du Onehunga High School par le Gouvernement de la Nouvelle-Zélande a commencé en 2000,.

## Histoire

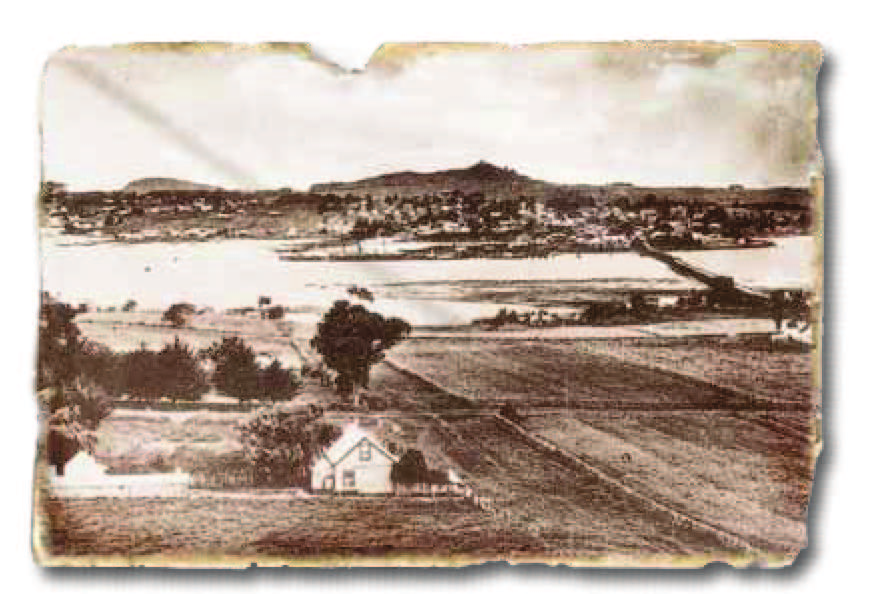
Photo du village historique de Onehunga.

## Structure actuelle
Dans cet établissement, il y a aussi une école de commerce, une école de construction et une académie militaire,. 

## Anciens élèves
- Madeleine Sami - acteur et chanteuse
- Jimmy Thunder - boxeur
- Wesley Dowdell - acteur
- Alan Dale - acteur
- Kahn Fotuali'i - joueur de rugby